# Quisqueya rosea
Quisqueya rosea är en orkidéart som först beskrevs av Rudolf Mansfeld, och fick sitt nu gällande namn av Donald Dungan Dod. Quisqueya rosea ingår i släktet Quisqueya och familjen orkidéer. Inga underarter finns listade i Catalogue of Life.